# Campeonato Europeu de Natação em Piscina Curta de 2007
O Campeonato Europeu de Natação em Piscina Curta de 2007 foi a 11ª edição do evento organizado pela Liga Europeia de Natação (LEN). A competição foi realizada entre os dias 13 e 16 de dezembro de 2007 no Complexo de Piscinas Debrecen, em Debrecen na Hungria. Contou com a presença de 39 nacionaliaes distribuidos em 38 provas, com destaque para a Alemanha que obteve 19 medalhas, sendo 5 de ouro. Foram quebrados vários recordes mundiais. Dentre eles  os 200 m medley masculino quebrado por László Cseh da Hungria e os 200 m borboleta feminino quebrado por Otylia Jędrzejczak da Polónia. Além de recordes mundiais foram quebrados 8 recordes do campeonato e 5 recordes europeus. Na prova dos 50 m peito feminino foi distribuído duas medalhas de ouro, uma para Yuliya Yefimova da Rússia e outa para Janne Schäfer da Alemanha.

## Medalhistas
Esses foram os resultados da competição. 

### Masculino
| Evento          | Ouro                                                                              | Ouro          | Prata                                                                               | Prata    | Bronze                                                                                 | Bronze   |
| 50 m Livre      | Stefan Nystrand · Suécia                                                          | 21.11         | Duje Draganja · Croácia                                                             | 21.23    | Alain Bernard · França                                                                 | 21.57    |
| 100 m Livre     | Alain Bernard · França                                                            | 46.39         | Stefan Nystrand · Suécia                                                            | 46.73    | Filippo Magnini · Itália                                                               | 46.90    |
| 200 m Livre     | Filippo Magnini · Itália                                                          | 1:43.50       | Paul Biedermann · Alemanha                                                          | 1:43.60  | Paweł Korzeniowski · Polónia                                                           | 1:44.05  |
| 400 m Livre     | Paweł Korzeniowski · Polónia                                                      | 3:38.72       | Paul Biedermann · Alemanha                                                          | 3:38.76  | Gergő Kis · Hungria                                                                    | 3:39.52  |
| 1500 m Livre    | Mateusz Sawrymowicz · Polónia                                                     | 14:24.54      | Gergő Kis · Hungria                                                                 | 14:29.58 | Federico Colbertaldo · Itália                                                          | 14:31.31 |
| 50 m Costas     | Thomas Rupprath · Alemanha                                                        | 23.43         | Helge Meeuw · Alemanha                                                              | 23.59    | Aschwin Wildeboer Faber · Espanha                                                      | 23.75    |
| 100 m Costas    | Stanislav Donets · Rússia                                                         | 50.61         | Markus Rogan · Áustria                                                              | 51.12    | Helge Meeuw · Alemanha                                                                 | 51.56    |
| 200 m Costas    | Markus Rogan · Áustria                                                            | 1:49.86       | Stanislav Donets · Rússia                                                           | 1:51.94  | Aschwin Wildeboer Faber · Espanha                                                      | 1:52.12  |
| 50 m Peito      | Oleg Lisogor · Ucrânia                                                            | 26.75         | Aleksander Hetland · Noruega                                                        | 26.95    | Alessandro Terrin · Itália                                                             | 27.09    |
| 100 m Peito     | Grigory Falko · RússiaIgor Borysik · Ucrânia                                      | 58.57         | Nenhum                                                                              |          | Mihail Aleksandrov · Bulgária                                                          | 58.75    |
| 200 m Peito     | Dániel Gyurta · Hungria                                                           | 2:05.49       | Paolo Bossini · Itália                                                              | 2:05.82  | Mihail Aleksandrov · Bulgária                                                          | 2:06.91  |
| 50 m Borboleta  | Milorad Čavić · Sérvia                                                            | 22.89         | Evgeny Korotyshkin · Rússia                                                         | 22.90    | Johannes Dietrich · Alemanha                                                           | 22.94    |
| 100 m Borboleta | Milorad Čavić · Sérvia                                                            | 50.53         | Evgeny Korotyshkin · Rússia                                                         | 50.59    | Peter Mankoč · Eslovênia                                                               | 50.62    |
| 200 m Borboleta | László Cseh · Hungria                                                             | 1:51.55       | Paweł Korzeniowski · Polónia                                                        | 1:51.61  | Ioannis Drymonakos · Grécia                                                            | 1:54.28  |
| 100 m Medley    | Peter Mankoč · Eslovênia                                                          | 52.88         | Thomas Rupprath · Alemanha                                                          | 53.46    | Sergey Fesikov · Rússia                                                                | 54.12    |
| 200 m Medley    | László Cseh · Hungria                                                             | 1:52.99       | Saša Imprić · Croácia                                                               | 1:57.48  | Alexander Tikhonov · Rússia                                                            | 1:57.59  |
| 400 m Medley    | László Cseh · Hungria                                                             | 3:59.33       | Luca Marin · Itália                                                                 | 4:04.10  | Ioannis Drymonakos · Grécia                                                            | 4:05.08  |
| 4x50 m Livre    | Suécia · Petter Stymne · Marcus Piehl · Per Nylin · Stefan Nystrand ·             | 1:24.19 WBT * | França · Antoine Galavtine · Alain Bernard · David Maître · Amaury Leveaux          | 1:24.98  | Alemanha · Steffen Deibler · Stefan Herbst · Johannes Dietrich · Thomas Rupprath       | 1:26.46  |
| 4x50 m Medley   | Alemanha · Thomas Rupprath · Markus Deibler · Johannes Dietrich · Steffen Deibler | 1:34.39       | Rússia · Stanislav Donets · Dmitry Komornikov · Evgeny Korotyshkin · Sergey Fesikov | 1:34.99  | Países Baixos · Nick Driebergen · Robin van Aggele · Bastiaan Tamminga · Mitja Zastrow | 1:35.35  |

* Melhor tempo do mundo (não é um recorde mundial oficial, porque o órgão regulador mundial FINA não reconhece tempos de revezamento 4 × 50 m)

### Feminino
| Evento          | Ouro                                                                                       | Ouro          | Prata                                                                               | Prata   | Bronze                                                                                 | Bronze  |
| 50 m Livre      | Marleen Veldhuis · Países Baixos                                                           | 23.77         | Britta Steffen · Alemanha                                                           | 23.80   | Hinkelien Schreuder · Países Baixos                                                    | 24.29   |
| 100 m Livre     | Britta Steffen · Alemanha                                                                  | 52.20         | Marleen Veldhuis · Países Baixos                                                    | 52.30   | Josefin Lillhage · Suécia                                                              | 52.84   |
| 200 m Livre     | Josefin Lillhage · Suécia                                                                  | 1:53.55       | Laure Manaudou · França                                                             | 1:54.15 | Coralie Balmy · França                                                                 | 1:54.43 |
| 400 m Livre     | Laure Manaudou · França                                                                    | 3:57.43       | Federica Pellegrini · Itália                                                        | 4:00.78 | Ágnes Mutina · Hungria                                                                 | 4:02.35 |
| 800 m Livre     | Lotte Friis · Dinamarca                                                                    | 8:12.27       | Erika Villaécija García · Espanha                                                   | 8:12.40 | Alessia Filippi · Itália                                                               | 8:12.84 |
| 50 m Costas     | Sanja Jovanović · Croácia                                                                  | 26.50         | Janine Pietsch · Alemanha                                                           | 27.11   | Fabienne Nadarajah · Áustria                                                           | 27.50   |
| 100 m Costas    | Laure Manaudou · França                                                                    | 57.34         | Sanja Jovanović · Croácia                                                           | 57.94   | Janine Pietsch · Alemanha                                                              | 58.15   |
| 200 m Costas    | Anja Čarman · Eslovênia                                                                    | 2:05.20       | Esther Baron · França                                                               | 2:05.57 | Iryna Amshennikova · Ucrânia                                                           | 2:05.98 |
| 50 m Peito      | Yuliya Yefimova · RússiaJanne Schäfer · Alemanha                                           | 30.33         | Nenhum                                                                              |         | Sarah Poewe · Alemanha                                                                 | 30.80   |
| 100 m Peito     | Yuliya Yefimova · Rússia                                                                   | 1:04.95       | Mirna Jukić · Áustria                                                               | 1:06.57 | Elena Bogomazova · Rússia                                                              | 1:06.72 |
| 200 m Peito     | Yuliya Yefimova · Rússia                                                                   | 2:19.08       | Mirna Jukić · Áustria                                                               | 2:20.92 | Anne Poleska · Alemanha                                                                | 2:22.66 |
| 50 m Borboleta  | Anna-Karin Kammerling · Suécia                                                             | 25.70         | Inge Dekker · Países Baixos                                                         | 25.74   | Hinkelien Schreuder · Países Baixos                                                    | 25.90   |
| 100 m Borboleta | Inge Dekker · Países Baixos                                                                | 56.82         | Alena Popchanka · França                                                            | 57.55   | Otylia Jędrzejczak · Polónia                                                           | 58.40   |
| 200 m Borboleta | Otylia Jędrzejczak · Polónia                                                               | 2:03.53       | Emese Kovács · Hungria                                                              | 2:05.41 | Annika Mehlhorn · Alemanha                                                             | 2:06.53 |
| 100 m Medley    | Hanna-Maria Seppälä · Finlândia                                                            | 1:00.23       | Aleksandra Urbanczyk · Polónia                                                      | 1:00.53 | Sophie de Ronchi · França                                                              | 1:00.66 |
| 200 m Medley    | Camille Muffat · França                                                                    | 2:09.05       | Katarzyna Baranowska · Polónia                                                      | 2:09.25 | Evelyn Verrasztó · Hungria                                                             | 2:09.83 |
| 400 m Medley    | Alessia Filippi · Itália                                                                   | 4:30.46       | Mireia Belmonte García · Espanha                                                    | 4:31.06 | Camille Muffat · França                                                                | 4:31.38 |
| 4x50 m Livre    | Países Baixos · Inge Dekker · Hinkelien Schreuder · Ranomi Kromowidjojo · Marleen Veldhuis | 1:34.82 WBT * | Alemanha · Britta Steffen · Dorothea Brandt · Petra Dallmann · Meike Freitag        | 1:36.74 | Suécia · Claire Hedenskog · Anna-Karin Kammerling · Josefin Lillhage · Magdalena Kuras | 1:36.81 |
| 4x50 m Medley   | Alemanha · Janine Pietsch · Janne Schäfer · Annika Mehlhorn · Britta Steffen               | 1:46.67 WBT * | Suécia · Magdalena Kuras · Hanna Westrin · Anna-Karin Kammerling · Josefin Lillhage | 1:48.07 | França · Laure Manaudou · Anne-Sophie Le Paranthoën · Alena Popchanka · Malia Metella  | 1:48.39 |

* Melhor tempo do mundo (não é um recorde mundial oficial, porque o órgão regulador mundial FINA não reconhece tempos de revezamento 4 × 50 m)

## Quadro de medalhas
O quadro de medalhas foi publicado. 
| Ordem | País          | Medalha de ouro | Medalha de prata | Medalha de bronze | Total |
| ----- | ------------- | --------------- | ---------------- | ----------------- | ----- |
| 1     | Alemanha      | 5               | 7                | 7                 | 19    |
| 2     | Rússia        | 5               | 4                | 3                 | 12    |
| 3     | França        | 4               | 4                | 5                 | 13    |
| 4     | Hungria       | 4               | 2                | 3                 | 9     |
| 5     | Suécia        | 4               | 2                | 2                 | 8     |
| 6     | Polónia       | 3               | 3                | 2                 | 8     |
| 7     | Países Baixos | 3               | 2                | 3                 | 8     |
| 8     | Itália        | 2               | 3                | 4                 | 9     |
| 9     | Eslovênia     | 2               | 0                | 1                 | 3     |
| 9     | Ucrânia       | 2               | 0                | 1                 | 3     |
| 11    | Sérvia        | 2               | 0                | 0                 | 2     |
| 12    | Áustria       | 1               | 3                | 1                 | 5     |
| 13    | Croácia       | 1               | 3                | 0                 | 4     |
| 14    | Dinamarca     | 1               | 0                | 0                 | 1     |
| 14    | Finlândia     | 1               | 0                | 0                 | 1     |
| 16    | Espanha       | 0               | 2                | 2                 | 4     |
| 17    | Noruega       | 0               | 1                | 0                 | 1     |
| 18    | Bulgária      | 0               | 0                | 2                 | 2     |
| 18    | Grécia        | 0               | 0                | 2                 | 2     |
| Total | Total         | 40              | 36               | 38                | 114   |

Legenda
| Recorde mundial       | Recorde mundial (World record)               |                       | Recorde africano                      | Recorde africano (African) |                                           | Q | Classificado por posição (Qualified) |
| Recorde do campeonato | Recorde do campeonato (Championship record)  | Recorde da América    | Recorde da América (Americas)         | q                          | Classificado por melhor tempo (Qualified) |   |                                      |
| Melhor marca do ano   | Melhor marca do ano (World leading)          | Recorde asiático      | Recorde asiático (Asian)              | DNS                        | Não largou (Did not start)                |   |                                      |
| Recorde nacional      | Recorde nacional (National record)           | Recorde europeu       | Recorde europeu (European)            | DNF                        | Não terminou (Did not finish)             |   |                                      |
| Recorde pessoal       | Recorde pessoal do atleta (Personal best)    | Recorde da Oceania    | Recorde da Oceania (Oceania)          | DSQ / DQ                   | Desclassificado (Disqualified)            |   |                                      |
| Recorde da temporada  | Recorde da temporada do atleta (Season best) | Recorde sul-americano | Recorde sul-americano (South America) | NM                         | Sem marca (No mark)                       |   |                                      |